# 헤니페르 에르모소
헤니페르 에르모소 푸엔테스(스페인어: Jennifer Hermoso Fuentes, 1990년 5월 9일 ~ )는 스페인의 여자 축구 선수로 현재 멕시코 리가 MX 페메닐의 CF 파추카에서 공격형 미드필더로 활동하고 있다.

## 클럽 경력
2006년부터 2013년까지 아틀레티코 마드리드 페메니노와 라요 바예카노 페메니노에서 선수 생활을 했으며 2013년에 스웨덴 다말스벤스칸 소속 클럽인 튀레쇠 FF로 이적했다. 2014년부터 2017년까지 FC 바르셀로나 페메니 소속으로 뛰면서 프리메라 디비시온 페메니나 3회 우승, 코파 데 라 레이나 2회 우승에 기여했다.
2017년에 프랑스 디비지옹 1 페미닌 소속 클럽인 파리 생제르맹 소속으로 뛰면서 팀의 2017-18 쿠프 드 프랑스 페미닌 우승에 기여했다. 2018년 8월 10일에 아틀레티코 마드리드 페메니노로 복귀했다.

## 국가대표 경력
2011년 9월에 스페인 여자 축구 국가대표팀에 발탁되었으며 UEFA 여자 유로 2013, 2015년 FIFA 여자 월드컵, UEFA 여자 유로 2017에 참가한 스페인 여자 축구 국가대표팀의 일원으로 참가했다.

## 수상

### 클럽
라요 바예카노 페메니노
- 리가 F : 우승 (2010-11), 4위 (2011-12)
- 코파 델 레이나 : 4강 (2011-12)

 튀레쇠 FF
- 다말스벤스칸 : 준우승 (2013)

FC 바르셀로나 페메니
- 리가 F : 우승 (2013-14, 2014-15, 2019-20, 2020-21, 2021-22), 준우승 (2015-16, 2016-17)
- 코파 델 레이나 : 우승 (2013-14, 2016-17, 2019-20, 2020-21, 2021-22), 준우승 (2015-16)
- UEFA 여자 챔피언스리그 : 우승 (2020-21), 준우승 (2021-22), 4강 (2016-17, 2019-20)
- 스페인 여자 슈퍼컵 : 우승 (2019-20, 2021-22)
- 코파 카탈루냐 페메니나 : 우승 (2014, 2015, 2016, 2017)

 파리 생제르맹 페미닌
- 디비지옹 1 페미닌 : 준우승 (2017-18)
- 쿠프 드 프랑스 페미닌 : 우승 (2017-18)

아틀레티코 마드리드 페메니노
- 프리메라 디비시온 페메니나 : 우승 (2018-19)
- 코파 델 레이나 : 준우승 (2018-19)

### 국가대표팀
스페인 (여자)
- FIFA 여자 월드컵 : 우승 (2023)
- 알가르브컵 : 우승 (2017)
- 키프로스컵 : 우승 (2018)

### 개인
- 프리메라 디비시온 페메니나 득점왕 : 2015-16, 2016-17, 2018-19, 2019-20, 2020-21
- UEFA 여자 챔피언스리그 드림팀 : 2019-20, 2020-21
- UEFA 여자 챔피언스리그 득점왕 : 2020-21
- UEFA 여자 챔피언스리그 올해의 공격수 : 2020-21